# オーバーテイク

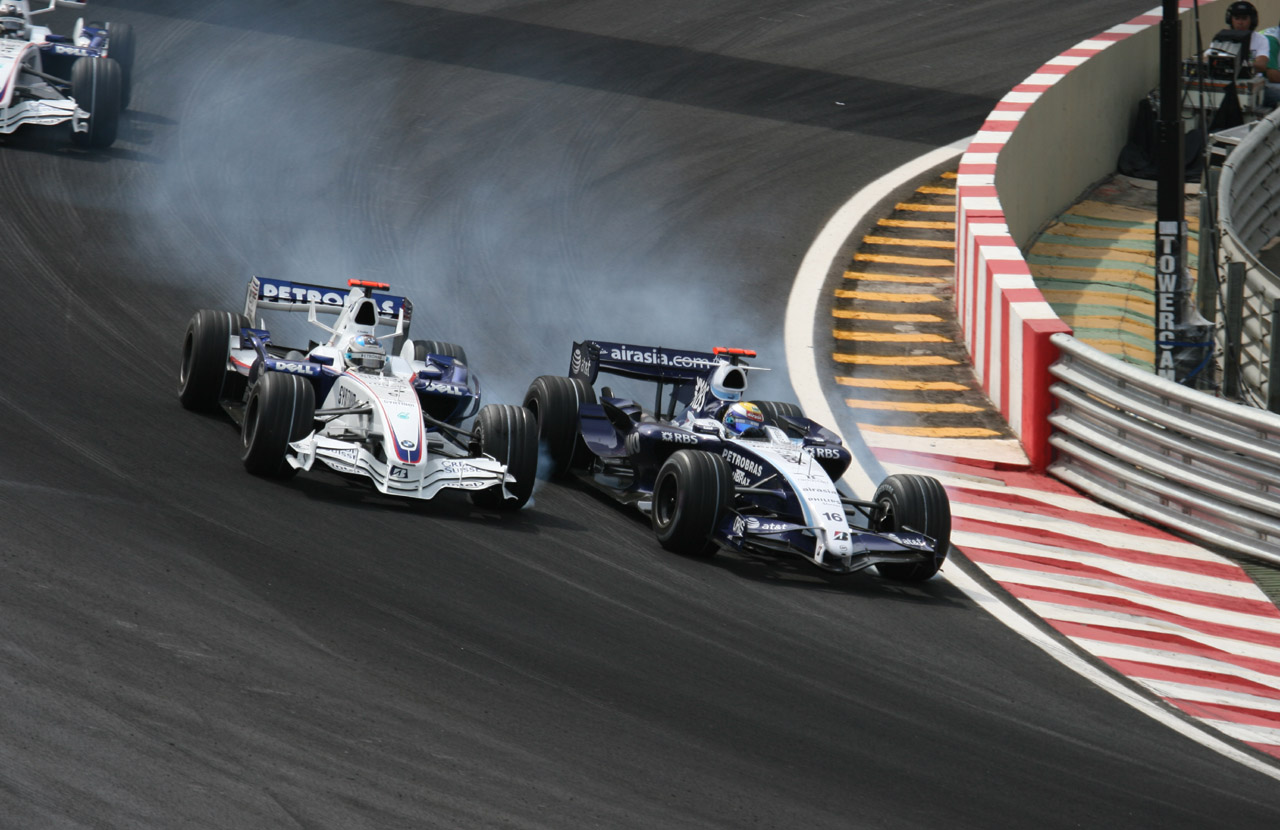
F12007年ブラジルGPにて
ニコ・ロズベルグ がニック・ハイドフェルドをオーバーテイク

オーバーテイク（和英:overtake）とは、レースにおいて、前の車を後の車が追い越すことを言う。
英語では「オーバーテイキング（overtaking）」、あるいは「パッシング（passing）」と言う。

## 概要

レースでは必ずしも「追い越し」=「オーバーテイク」ではない。レースでの「追い越し」を大別すると、以下の3つのケースに分けられる。
1. 同一周回で順位を競い合う車同士で、前の車を後の車が追い越し、順位が入れ替わる。
2. 異なる周回数の車同士で、前の車を後の車が追い越し、周回遅れにする。
3. ピットレーンを走行中、あるいはピット作業中の車を、トラックを走る車が順位の上で前に出る。

ほとんどの場合、「1」を指して「オーバーテイク」と言う。レースにおいて大きな見せ場であり、その内容・回数などがレースのエンターテイメント性そのものを左右する場合が多い。例として、オーバーテイクのない、または少ないレースは「走行会」などと揶揄されることがある。
「2」は広義においてはオーバーテイクであるが、狭義ではオーバーテイクとは言わない。レースにおいてオーバーテイクとは、「1」のように順位が入れ替わることのみを表し、「2」のようなケースは単に「ラップダウンする」「ラップダウンされる」と言われることが多い。
「3」のように、近年のF1などではピット作業により順位が変動することが多いが、このケースでは後車の追い越しをする意思、あるいは前車がそれを阻止する意思にかかわらず順位が入れ替り、またそれに伴うアクションも一切ないため、これをオーバーテイクと呼べるか否かは、意見の分かれるところである。例えば、同一周回で順位を競い合う車同士が、同じ周回、または近時周回でピット作業を行った場合に、作業の手際やラップタイムの差などから、トラック上で追い越しがなされることなく双方のピット作業後に順位が入れ替わる場合がある。または、前車が先にピット作業を行った際に、一時的に後車が順位の上では前に出ることになるが、これらをオーバーテイクと言うケースはあまりない。
これを区別するために、「1」は「コース上でのオーバーテイク」などと言われることがある。

## 方法
直線速度差の利用
最も多く見られるオーバーテイクの方法は、コーナーからの脱出で前車に接近し、長いストレートで前車のスリップストリームに入ることにより、空気抵抗を減らしてスピードを上げ、テール・トゥー・ノーズ状態から横に並びかけて抜く方法である。この際に、前車は追い越しを阻止するため、スリップストリームに入られないように、あるいは単にブロックするために走行ラインを変えることが多く、また後車はそれに対して、スリップストリームに入るため、あるいはブロックをかわすために走行ラインを変えるため、両者の間にバトルが発生し、これがレースの見所ともなる。

ブレーキング勝負
ストレートで追い越しきれない場合には、次のコーナーでお互いに相手より少しでもブレーキを遅らせることにより、先にコーナーへ進入しようとする様が、ドライバーの度胸や技術の見せ場にもなる。コーナーに向かってイン側にいる者の方が有利だが、アウト側の走行ラインを外れると路面が汚れているためブレーキングが難しくなる。イン側をブロックする前車をアウト側からかぶせて抜く方法を、「大外刈り」と呼ぶ場合もある。

クロスライン
コーナーへの進入で抜き切れない場合でも、前車が減速しきれず走行ラインが膨らんだ隙を突いてイン側に切り込み、コーナー脱出時に並びかけて抜く方法もある。この切り返し技を「クロスライン」と呼ぶ。

複合技
コーナーへの進入でイン側を狙うフェイントを見せ、前車にブロックラインを取らせる。前車はコーナリングラインが苦しくなり脱出速度が落ちる。後車は加速重視でコーナーを立ち上がれば、次のストレートでスリップストリームを利用しやすくなる。
1度で成功しなくても、こうしたプレッシャーをかけ続けて相手のミスを誘ったり、ブレーキやタイヤを磨耗させるような頭脳プレーも必要となる。

## 禁止事項
オーバーテイクはレースの醍醐味であるが、安全面やスポーツマンシップの見地から問題のある行為は審議対象となり、競技委員からペナルティを課されることがある。
危険走行
追い抜きのバトルにおいて発生する接触事故は、通常レーシングインシデントとして処理される。しかし、「スリップストリームを嫌ってジグザグ走行を繰り返す」「並走状態で相手をコース外に押しやろうとする」「無謀なブレーキングで相手を巻き添えにする」など、周囲を危険にさらす迷惑行為はペナルティの対象となる。
故意に接触したと判定される悪質なケースには、出場停止やポイント剥奪などの厳罰が下される。
追い越し禁止区間でのオーバーテイク
多くのレースでは競技中に事故などの発生した危険な区間・区域、あるいはコース全域に渡って、「イエローフラッグ」が用いられている。これは、ドライバーに注意を促し速度を抑制させると同時に、その区間でのオーバーテイクの禁止を意味している。イエローフラッグが提示されている区間でオーバーテイクした場合、レギュレーションにより定められたペナルティを受けることになる。
不正な利益
オーバーテイクする際に、正規のコース上ではない場所を通過するなどして、後車に対して明らかにアドバンテージを得て追い越した場合には、追い越した車が追い越された車を再び先行させる措置をとらないと、ペナルティが科せられる場合がある。
また、レギュレーションで明文化されていなくとも、バトルの当事者間では「最終的にどちらが譲るか」といった相互認識も必要となる。並走状態でコーナーに侵入した場合、「相手の走行ラインを1本分残す」のがマナーとされる。高速コーナーでの接触は重大事故につながるため、車両性能やドライバーの技量をふまえての一瞬の判断が問われる。

## オーバーテイク振興策
レース中のオーバーテイクの頻度はレースカテゴリ、もしくはサーキットの特性によって異なる。インディカーやNASCARのようなオーバルトラックを使用するレースでは、スリップストリームを使う駆け引きが随所で展開される。2輪の軽排気量クラスでは互いに順位交代を繰り返しながら、集団でレースを行う場面が見られる。逆に、F1モナコGPの舞台となるモンテカルロ市街地コースのような道幅の狭いツイスティなコースでは、オーバーテイクは極めて難しい作業となる。
現代のモータースポーツはテレビ視聴率（=放映権収入）の影響から、以前よりもエンターテインメント性が要求されている。オーバーテイクシーンの少ないレースは退屈とみなされるため、オーバーテイクをしやすくなるルールや技術を導入する演出的要素が加わるようになった。
一方、ドライバーの技量が反映されない作為的なオーバテイクが頻発すると興醒めという見方もある。かつて、CARTではオーバルトラックでのスピード抑制のためリアウィングにスポイラー（ハンフォード・デバイス）を装着したが、副次作用としてスリップスストリームが利き過ぎる結果となり、抜いた車がすぐに抜き返されるというシーンが続発した。

### F1

#### 問題点
近年、特にF1において「オーバーテイクが少ない」ということが問題視されており、その対策として様々なレギュレーション変更が考慮されている。
オーバーテイクが減った大きな要因として、以下のような幾つかの理由が考えられる。
- 車体のデザインが、前後のウィング等の車体上面を流れる空気により発生するダウンフォースをより多く得ることに比重が置かれており、コーナーリング中に前車に近づくことで、空気抵抗が減少すると共にダウンフォースが失われ車体が不安定になり急激な挙動の変化を起こすため、あまり前車に接近できず、結果としてストレートでスリップストリームに入れない。
- F1で使用されるカーボンディスクブレーキは制動力が高いため減速距離が短く、コーナー進入時にブレーキング勝負を挑むことが難しい。
- タイヤ表面からちぎれたタイヤかす（マーブル）がコース上に散らばるため、オーバーテイクを狙って走行ラインを外すと、そのタイヤかすがタイヤに付着しタイヤのグリップ力が低下する。
- タイヤ交換が基本的に自由にできるため、常にできる限り速いラップタイムを刻むことが可能であり、タイヤを温存するための戦略的なペースダウンは必要がなくなり、タイヤを酷使してペースダウンすることも減ったことから、大きなラップタイム差が生じることがなくなった。
- トラック上でオーバーテイクする際には、常に接触の危険性が伴うため、これを嫌いあえてトラック上でオーバーテイクを試みるようなリスクを冒さずに、ピット作業などを絡めて順位を上げるような戦術が行われるようになった。
- コスト削減のためエンジン開発の自由度が大幅に制限され、メーカー間のエンジン性能の差が現われにくい状況となった。2005年からは1基のエンジンを2レース続けて使用することが義務付けられ、翌戦でも使用するエンジンをあまり酷使しないようにすることが多くなった。
- サーキットのランオフエリアが整備された結果、ドライバーがミスを犯しても順位変動が見られなくなった。ジャッキー・スチュワートは現代のF1サーキットの多くを設計するヘルマン・ティルケを批判している[1]。

#### 解決案
国際自動車連盟 (FIA) は風洞実験やCFD解析をもとにオーバーテイクを容易とするエアロパッケージを研究している。2005年にはリアウィングを左右に分割し、後方乱気流を削減するセンター・ダウンウォッシュ・ジェネレーティングウィング (CDG) を発表し、2007年からの導入を図ったが採用は見送られた。
2008年には研究専門部会としてオーバーテイク・ワーキンググループ (OWG) を設立。各チームの設計責任者を交えて具体的なレギュレーションを検討し、2009年より順次導入している。
- 2009年
  - ダウンフォースの50%削減[2]。
  - アンダーステア対策としてフロントウィングの幅を広げ、左右の高さを下げることで地面効果を高める。1周につき2度、フラップの角度を6度まで調節可能とする（2010年まで）。
  - 後方乱気流の発生を抑制するため、リアウィングの位置を高くし、ディフューザーを単純な構造に制限する。
  - 前車に接近した際の急激な挙動の変化を防ぐため、車体周辺のエアロガジェットの装着を禁止する。
  - メカニカルグリップへの依存度を高めるため、1998年以降使用されていたグルーブドタイヤを廃止し、スリックタイヤを再導入する。
  - KERSを導入し、制動時に回収・蓄積したエネルギーを必要に応じて開放することにより、速度差を助長してオーバーテイクの機会を増やす。
  - 優勝と2位のドライバーズポイントの差を大きくして、積極的にオーバーテイクを試みさせる。
- 2010年
  - 決勝レース中の再給油禁止。ピット戦略での順位変動を減らし、トラック上でのオーバテイクを促進する。
- 2011年
  - レース中、指定区間において前走車から1秒差以内に接近した場合、可変式リアウィング（ドラッグリダクションシステム(DRS)）の使用を許可する。
  - ピレリが意図的に急激に性能低下するタイヤを開発。レース中使用義務のある2種類のコンパウンドにも明確な性能差をつける。
- 2012年
  - 蛇行運転を禁止しポジションを守るためのライン変更を1回までに制限、さらにコーナリングの際内側にマシン1台分のスペースを開けさせスムーズにオーバーテイクさせる。

### インディカー・シリーズ
オーバルだけでなくロードコース(ヨーロッパ式サーキット)でもレースが行われるインディカー・シリーズでは、「プッシュ・トゥ・パス」と呼ばれるシステムが採用される。プッシュ・トゥ・パスを作動させると、エンジンの許容回転数が200rpm向上する。過給式エンジンではさらにターボチャージャーのブースト圧が上昇する。また、使用制限については回数が制限される場合と合計作動時間が制限される場合があり、シーズンによって異なる。

### フォーミュラ・ニッポン/スーパーフォーミュラ
フォーミュラ・ニッポンでは2009年から「オーバーテイクボタン」が導入された。レース中5回まで使用でき、エンジン回転数を20秒間400回転上げることができる。観客に分かりやすいようロールバーに5つのランプが点灯しており、ボタンを押すと5秒後に点滅し始め、使用するごとに1つずつ消灯していく。

### フォーミュラE
フォーミュラEでは接戦を演出するため、決勝レース中にパワーユニットの出力がソフト的に制限されるが、コース上に設けられる特定のレーン（通常の走行ラインの外側）を通ることで一時的に最大出力を得ることができる「アタックモード」が使用できる。またアタックモードが出力増加分バッテリー消費が増加するのに対し、SNS上で最も支持されたドライバーのみエクストラパワーを用いた出力アップが得られるという「ファンブースト」も導入されている。